# 延斯·卡尤斯特
延斯-吕斯·米克尔·卡尤斯特（瑞典語：Jens-Lys Michel Cajuste，發音：[jɛns kaˈjʉːstɛ]；1999年8月10日—），是一名瑞典职业足球运动员，司职中场，目前效力于英冠球隊伊普斯维奇城（意甲联赛的那不勒斯足球俱乐部外借兩季）。卡尤斯特在五岁时移居中国，五年后回到瑞典并进入奧基迪體育會青训体系，于2016年开始代表一线队出战。2018年卡尤斯特转会中日德兰，为其效力期间卡尤斯特完成了代表瑞典国家队的首秀。

## 俱乐部生涯

### 早年经历
卡尤斯特出生于瑞典哥德堡，其父亲为海地裔美國人，母亲为瑞典人。5岁时，卡尤斯特一家跟随着作为风险投资经理的父亲移居中国洛阳，不久后又再次搬家到北京。卡尤斯特在北京开始了足球生涯，他曾效力于北京体育和北京越野的青训队伍，并与亚洲其他球队的青训队进行过锦标赛。2009年，卡尤斯特回到瑞典，短暂效力哥德堡的古德希尔登斯后于2010年加入了奧基迪體育會的青训体系。2016年10月17日，卡尤斯特代表奥基迪完成了职业生涯首次一线队出赛，他在对阵天狼星的比赛中替补出场。不久后，卡尤斯特与奥基迪签下一份职业合同。

### 中日德兰时期
2018年6月，卡尤斯特转会至丹麦的中日德兰俱乐部，并与其签下了一份为期五年的合同。8月26日，卡朱斯特在对阵兰讷斯的比赛中完成了代表中日德兰的处子秀。2019年10月21日，卡尤斯特在再次面对兰讷斯的比赛中打入其生涯的处子球，这粒制胜球使得中日德兰以2-1击败对手。2020年10月21日，卡尤斯特在欧联杯对阵亚特兰大的欧联杯比赛中出场，这也是其生涯欧战首秀。

### 兰斯时期
2022年1月10日，卡尤斯特转会至法甲的兰斯足球俱乐部并与其签下了一份为期四年的新合同。多家媒体报道称，卡朱斯特的转会费为一千万欧元，这打破了兰斯队史的转会费纪录。但数日以后，兰斯总经理马蒂厄·拉库尔否认卡尤斯特的转会费打破了队史纪录，他称这笔交易的实际费用大致与2019年引进门将普雷德拉格·拉伊科維奇的价格相当（500万欧元）。
卡尤斯特在同年1月16日对阵梅斯的比赛中完成法甲首秀，他在半场时替补亚历克西斯·菲利普斯登场，当场兰斯0-1败北。6月3日，他在面对斯特拉斯堡的比赛中于第84分钟打入扳平比分的进球，这也是他为兰斯打入的首粒进球。

### 那不勒斯时期
2023年8月10日，意甲那不勒斯足球俱乐部宣布从兰斯签下卡尤斯特。据多家媒体报道称，卡尤斯特转会的转会费为1,200万欧元。

## 国家队生涯
2020年11月4日，卡尤斯特被招入瑞典国家队的名单，以应对与丹麦国家队的友谊赛，以及与法国国家队和克罗地亚国家队的欧国联比赛。。11月12日，他在瑞典0-2不敌丹麦的友谊赛中完成了国家队首秀。卡尤斯特在次年进入了瑞典队2020年欧洲杯的最终大名单，并在与西班牙的小组赛中替补出场。

## 生涯数据

### 俱乐部
最後更新：2023年7月8日
| 俱乐部 | 赛季    | 联赛 | 联赛   | 联赛   | 法国杯 | 法国杯 | 总计   | 总计   |
| 俱乐部 | 赛季    | 级别 | 出场数 | 进球数 | 出场数 | 进球数 | 出场数 | 进球数 |
| ------ | ------- | ---- | ------ | ------ | ------ | ------ | ------ | ------ |
| 兰斯   | 2021-22 | 法甲 | 8      | 2      | 1      | 0      | 9      | 2      |
| 兰斯   | 2022-23 | 法甲 | 11     | 1      | 1      | 0      | 12     | 1      |
| 总计   | 总计    | 总计 | 19     | 3      | 2      | 0      | 21     | 3      |

### 国家队
最後更新：2023年7月16日
| 国家队 | 年份 | 出场数 | 进球数 |
| ------ | ---- | ------ | ------ |
| 瑞典   | 2020 | 2      | 0      |
| 瑞典   | 2021 | 7      | 0      |
| 瑞典   | 2022 | 5      | 0      |
| 瑞典   | 2023 | 1      | 0      |
| 总计   | 总计 | 15     | 0      |